# Stefan Sauer
Stefan Sauer (* 14. Januar 1966 in Rüsselsheim) ist ein deutscher Politiker (CDU). Er hatte von 2007 bis 2017 das Amt des Bürgermeisters der Kreisstadt Groß-Gerau inne. Von 2017 bis 2021 gehörte Sauer als direkt gewählter Abgeordneter dem 19. Deutschen Bundestag an. Von November 2021 bis Januar 2024 war er Staatssekretär im Hessischen Ministerium des Innern und für Sport. Seither ist er Staatssekretär im Hessischen Ministerium für Digitalisierung und Innovation. 

## Ausbildung und Beruf
Sauer besuchte in seiner Schulzeit die Max-Planck-Schule in Rüsselsheim am Main sowie das Prälat-Diehl-Gymnasium in Groß-Gerau. Nach dem Abitur absolvierte er eine Ausbildung zum Industriekaufmann bei der Carl Schenck AG in Darmstadt und studierte Betriebswirtschaftslehre an der Johann Wolfgang Goethe-Universität in Frankfurt am Main.
Von 1995 bis 1996 arbeitete er im Bereich Controlling bei der Opel Bank GmbH in Rüsselsheim. Von 1996 bis 2002 war er bei der Kreissparkasse Groß-Gerau tätig. Anschließend arbeitete er von 2002 bis 2007 bei der TxB Transaktionsbank GmbH in Frankfurt am Main, wo er als stellvertretender Bankdirektor und Bereichsleiter Bankservices fungierte.
Sauer ist verheiratet.

## Politik
Sauer war von 1993 bis 2007 Mitglied des Stadtparlaments von Groß-Gerau. Nachdem am 4. März 2007 kein Kandidat die nötige Mehrheit erlangte, wurde er am 18. März in einer Stichwahl mit 67,6 % der Stimmen zum Bürgermeister der Stadt gewählt. Sauer konnte sich hierbei gegen seinen Konkurrenten von der Kommunalen Bürgerinteressengemeinschaft (KOMBI) durchsetzen. Seine sechsjährige Amtszeit begann am 12. Juli 2007. Am 20. Januar 2013 wurde Sauer mit 73,5 % der Stimmen für eine weitere Amtszeit wiedergewählt.
Bei der Bundestagswahl am 24. September 2017 kandidierte er im Bundestagswahlkreis Groß-Gerau. Er zog als direkt gewählter Abgeordneter in den 19. Deutschen Bundestag ein. Sauer schied damit aus seinem Amt als Bürgermeister. Im Bundestag war Sauer ordentliches Mitglied im Ausschuss für wirtschaftliche Zusammenarbeit und Entwicklung, im Ausschuss Digitale Agenda, sowie in der Enquete-Kommission "Künstliche Intelligenz". Darüber hinaus gehörte er als stellvertretendes Mitglied dem Ausschuss für Umwelt, Naturschutz und nukleare Sicherheit an.
Bei der Bundestagswahl 2021 verpasste er den Wiedereinzug in den Bundestag. Am 22. November 2021 wurde er als Nachfolger von Stefan Heck zum Staatssekretär im Hessischen Ministerium des Innern und für Sport ernannt. Am 18. Januar 2024 wurde er als Nachfolger von Patrick Burghardt zum Staatssekretär im Hessischen Ministerium für Digitalisierung und Innovation ernannt.